# Изломы любви (фильм)
«Изломы любви»  — российский фильм 1916 года из «Русской золотой серии». Премьера состоялась 3 марта 1916 года. Фильм не сохранился.

## В ролях
- А. Морозов  — Прозоров, адвокат
- С. Позднякова — незнакомка и её дочь

## Съёмочная группа
- Режиссёр: Александр Уральский
- Оператор: Брицци
- Художник: Владимир Егоров
- Продюсер: Пауль Тиман

## Сюжет
По роману «Любовь под маской» 
Оноре де Бальзака.  Сюжет изложен в журналах «Сине-фоно» (1916) и «Проектор».
Адвокат Прозоров  с особым подъёмом ведёт нашумевшее дело женоубийцы. Друзья отмечают его необычное волнение.
Выясняется, что молодости Прозоров случайно встретил на маскараде красивую женщину. Месяц их необыкновенной любви пролетел быстро.  Но потом незнакомка неожиданно порывает со своим возлюбленным навсегда. 
Через некоторое время Прозоров получил письмо, из которого узнал, что у незнакомки родилась дочь. Прозоров остался холостяком. Однажды он отыскал свою дочь, однако она умерла у него на руках. 
После этого любовь к незнакомке превратилась в ненависть. Таким образом, выясняется причина волнения адвоката на процессе и его сочувствия к подзащитному.

## Критика
Рецензент журнала «Проектор» отмечал: «К сожалению, в картине полностью показаны переживания только героя пьесы, …душевная драма незнакомки затронута вскользь. Тем не менее картину можно считать одним из оригинальнейших по сюжету выпусков „Русской золотой серии“. Постановка и декорации выделяются тщательностью, изяществом и наличием тонкого художественного вкуса».
Историк кино Вениамин Вишневский писал, что «психологическая драма на сюжет романа О. Бальзака „Любовь под маской“ … интересна работой режиссёра, художника и актёров».